# Cultura de Chad
La cultura de Chad es de una gran riqueza que se nutre del aporte de una gran variedad de pueblos y lenguas. El gobierno de Chad ha promovido activamente la cultura de Chad y tradiciones nacionales abriendo el Museo Nacional de Chad y el Centro Cultural de Chad. Seis días de fiesta nacional se observan durante todo el año, y los días festivos incluyen la fiesta cristiana de Lunes de Pascua y los días de fiesta musulmana de Eid ul-Fitr, Eid ul-Adha, y Eid Milad Nnabi.
| Date            | English Name                       |
| --------------- | ---------------------------------- |
| 1 de enero      | Año Nuevo                          |
| Shawwal 1       | Eid ul-Fitr                        |
| 1 de mayo       | Día del Trabajo                    |
| 25 de mayo      | Día de la liberación africana      |
| 11 de agosto    | Día de la Independencia            |
| 1 de noviembre  | Día de Todos Los Santos            |
| 28 de noviembre | Fiesta de la República             |
| 1 de diciembre  | Día de la Democracia y la Libertad |
| 25 de diciembre | Navidad                            |

## Música
En cuanto a la música, los chadianos tocan instrumentos como el kinde, un tipo de arpa de arco; el kakaki, un cuerno largo de estaño; y el hu hu, un instrumento de cuerda que utiliza calabazas como cajas de resonancia. Otros instrumentos y otras combinaciones están más vinculadas a determinados grupos étnicos: los Sara prefieren los silbatos, balafones, arpas y tambores kodjo; y los Kanembu combinan los sonidos de tambores con instrumentos de la familia de la flauta.
El grupo musical Chari Jazz se formó en 1964 e inició la escena de la música en el moderno Chad. Posteriormente, los grupos de más renombre como African Melody e International Challal intentaron mezclar lo moderno con la tradición. Bandas populares como Tibesti se han aferrado a su patrimonio mediante la elaboración del sai, un estilo tradicional de música del sur de Chad. La música moderna no ha tenido demasiado éxito en Chad. Sin embargo, en 1995, se desarrolló un mayor interés y se fomentó la distribución de CD y casetes de audio con artistas de Chad. La piratería y la falta de protecciones legales de artistas todavía siguen teniendo problemas de la industria musical de Chad.

## Comidas
El mijo es el alimento básico en todo Chad. Es utilizado para hacer bolas de pasta que se sumergen en las salsas. En el norte, este plato es conocido como alysh; en el sur, como biya. El pescado es popular, generalmente es preparado y vendido como salanga (secados al sol y ligeramente ahumados, Alestes y Hyrdocynus) o como banda (peces de mayor tamaño ahumados). El caraje es una bebida popular dulce extraída de las hojas de hibisco. Las bebidas alcohólicas, aunque son ausentes en el norte, dónde las personas beben cerveza de mijo, conocida como billi-billi cuando es elaborada de mijo rojo y denominada coshate cuando es preparada utilizando mijo común.

## Literatura

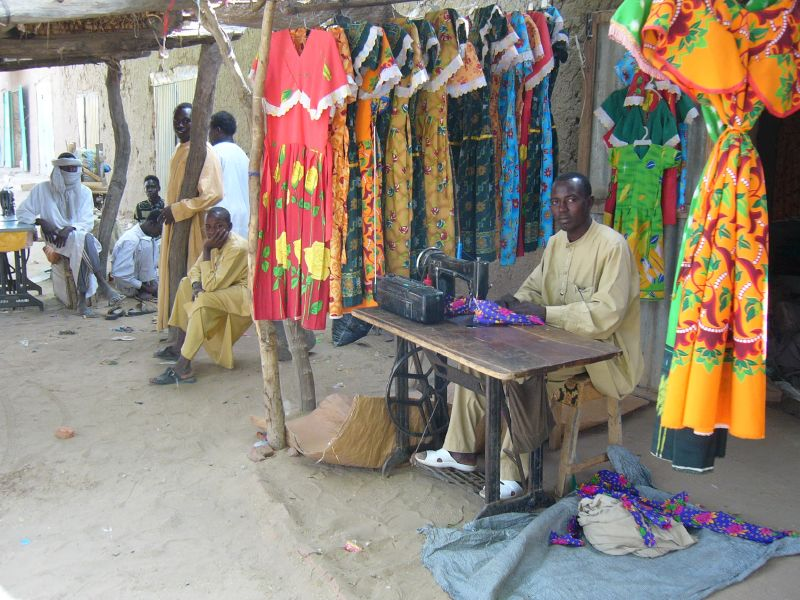
Comercio chadiano de trajes típicos.

Al igual que en otros países del Shael, la literatura en Chad ha sufrido una sequía económica, política y espiritual que ha afectado a sus escritores más conocidos. Los autores de Chad han sido obligados a escribir desde el exilio o con condición de expatriados y han generado literatura de temas que se centran en la opresión política y discursos políticos. Desde 1962, 20 autores de Chad han escrito cerca 60 trabajos ficticios. 
Entre los escritores de mayor renombre internacional están Joseph Brahim Seïd, Baba Moustapha, Antoine Bangui y Koulsy Lamko. En el 2003, el único crítico literario de Chad, Ahmat Taboye, publicó Anthologie de la littérature tchadienne para contribuir a profundizar el conocimiento de la literatura de Chad internacionalmente y entre los jóvenes, y para compensar la falta de editoriales en Chad y la estructura de promoción.

## Cine
El desarrollo de la industria cinematográfica de Chad ha sufrido los efectos de la guerra civil y de la falta de cines, (hay sólo un cine en todo el país). El primer largometraje de Chad, el docudrama Bye Bye Africa, fue hecho en 1999 por Mahamat Saleh Haroun. Su película Abouna fue aclamada por la crítica, y Daratt ganó el Gran Premio Especial del Jurado en el Festival Internacional de Cine de Venecia. Issa Serge Coelo dirigió otras dos películas en Chad. Daresalam y DP75: Tartina City.

## Deportes
El fútbol es el deporte más popular en Chad. El equipo nacional del país es seguido de cerca durante las competiciones internacionales, y los futbolistas de Chad han jugado para equipos franceses. El baloncesto y la lucha libre se practican ampliamente.